# Inbrav
Inbrav – Indústria Brasileira de Veículos Ltda. war ein brasilianischer Hersteller von Automobilen.

## Unternehmensgeschichte
Das Unternehmen aus Osasco begann 1981 mit der Produktion von Automobilen. Der Markenname lautete Swing. Im gleichen Jahrzehnt endete die Produktion. Insgesamt entstanden ein paar Dutzend Fahrzeuge.

## Fahrzeuge
Das einzige Modell war die Nachbildung des Porsche 356. Die Basis bildete das gekürzte Fahrgestell vom VW Brasília. Die offene Karosserie aus Fiberglas bot Platz für 2 + 2 Sitze. Ein luftgekühlter Vierzylinder-Boxermotor war im Heck montiert und trieb die Hinterräder an. Er leistete aus 1600 cm³ Hubraum 65 PS mithilfe eines Doppelvergasers.